# Новониколаевка (Белебеевский район)
Новоникола́евка (баш. Яңы Николаевка) — деревня в Белебеевском районе Башкортостана, относится к Баженовскому сельсовету. 

## Население
| 2002 | 2009 | 2010 |
| ---- | ---- | ---- |
| 32   | ↗43  | ↗54  |

Согласно переписи 2002 года, преобладающая национальность — башкиры (69 %).

## Географическое положение
Расстояние до:
- районного центра (Белебей): 22 км,
- центра сельсовета (Баженово): 7 км,
- ближайшей ж/д станции (Приютово): 8 км.

## Фотографии

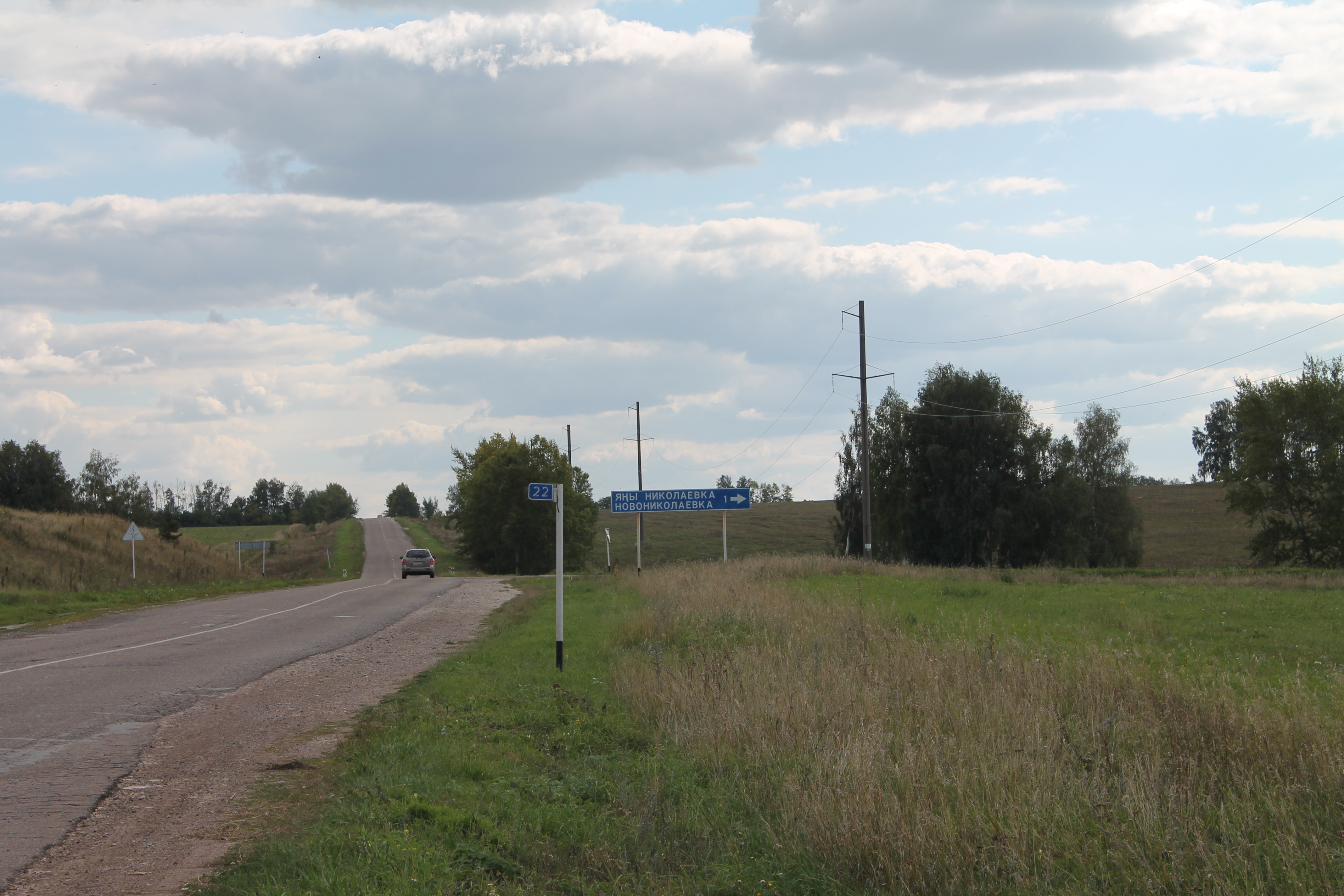
Новониколаевка
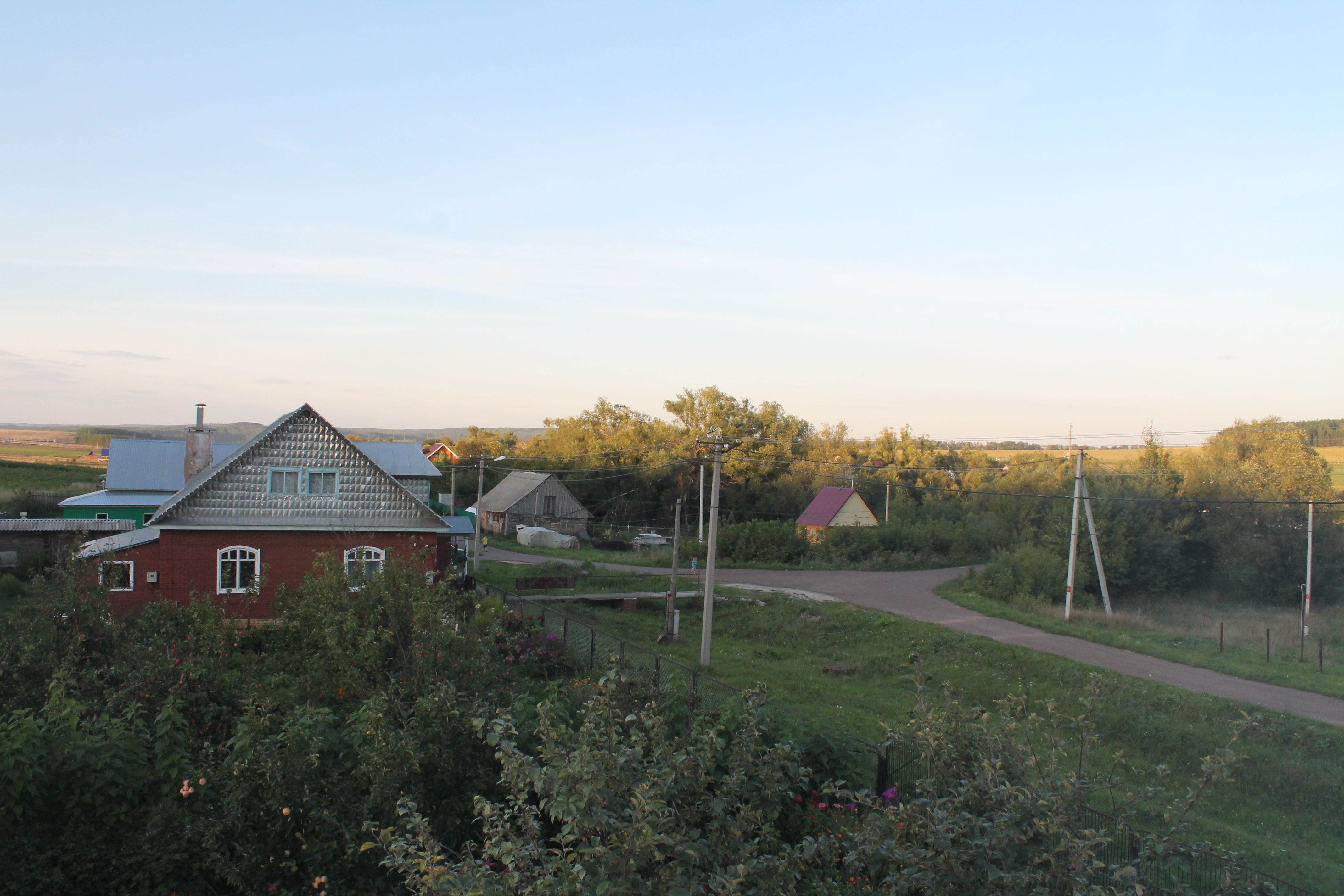
Новониколаевка